# Mednarodna hokejska liga 1999/00
Mednarodna hokejska liga 1999/00 je bila prva sezona Mednarodne hokejske lige. Naslov prvaka je osvojil klub EC KAC, ki je v finalu premagal EC VSV. 

## Redni del
| Poz | Klub                      | OT | TOČ | Z (ZP) | P (PP) | PG  | DG  | GR  |
| --- | ------------------------- | -- | --- | ------ | ------ | --- | --- | --- |
| 1   | EC VSV                    | 28 | 52  | 25 (3) | 3 (2)  | 145 | 64  | +81 |
| 2   | EC KAC                    | 28 | 45  | 22 (3) | 6 (1)  | 150 | 63  | +87 |
| 3   | VEU Feldkirch             | 28 | 36  | 16 (2) | 12 (4) | 128 | 93  | +35 |
| 4   | HDD Olimpija Ljubljana    | 28 | 31  | 15 (2) | 13 (1) | 103 | 121 | -18 |
| 5   | Wiener EV                 | 28 | 28  | 12 (2) | 16 (4) | 111 | 110 | +1  |
| 6   | Dunaújvárosi Acélbikák    | 28 | 22  | 9 (2)  | 19 (4) | 80  | 119 | -39 |
| 7   | Alba Volán Székesfehérvár | 28 | 15  | 7 (2)  | 21 (1) | 81  | 151 | -70 |
| 8   | HK Jesenice               | 28 | 12  | 6 (1)  | 22 (0) | 44  | 121 | -77 |

## Končnica

### Četrtfinale

#### HK Jesenice - EC VSV
| 23. januar 2000 | HK Jesenice | 0:7 | EC VSV | Dvorana Podmežakla, Jesenice |

| Poročilo tekme | Poročilo tekme | Poročilo tekme | Poročilo tekme | Poročilo tekme |
| -------------- | -------------- | -------------- | -------------- | -------------- |
|                |                | (0-2,0-3,0-2)  |                |                |

| 28. januar 2000 | EC VSV | 6:3 | HK Jesenice | Stadthalle, Beljak |

| Poročilo tekme | Poročilo tekme | Poročilo tekme | Poročilo tekme | Poročilo tekme |
| -------------- | -------------- | -------------- | -------------- | -------------- |
|                |                | (2-0,4-2,0-1)  |                |                |

#### Wiener EV - HDD Olimpija Ljubljana
| 23. januar 2000 | Wiener EV | 2:5 | HDD Olimpija Ljubljana | Albert-Schultz-Halle, Dunaj |

| Poročilo tekme | Poročilo tekme | Poročilo tekme | Poročilo tekme | Poročilo tekme |
| -------------- | -------------- | -------------- | -------------- | -------------- |
|                |                | (1-0,0-2,1-3)  |                |                |

| 28. januar 2000 | HDD Olimpija Ljubljana | 5:4 | Wiener EV | Hala Tivoli, Ljubljana |

| Poročilo tekme | Poročilo tekme | Poročilo tekme | Poročilo tekme | Poročilo tekme |
| -------------- | -------------- | -------------- | -------------- | -------------- |
|                |                | (3-1,1-2,1-1)  |                |                |

#### Alba Volán Székesfehérvár - EC KAC
| 24. januar 2000 | Alba Volán Székesfehérvár | 2:4 | EC KAC | Ledena dvorana, Székesfehérvár |

| Poročilo tekme | Poročilo tekme | Poročilo tekme | Poročilo tekme | Poročilo tekme |
| -------------- | -------------- | -------------- | -------------- | -------------- |
|                |                | (1-0,1-2,0-2)  |                |                |

| 28. januar 2000 | EC KAC | 7:4 | Alba Volán Székesfehérvár | Stadthalle Klagenfurt, Celovec |

| Poročilo tekme | Poročilo tekme | Poročilo tekme | Poročilo tekme | Poročilo tekme |
| -------------- | -------------- | -------------- | -------------- | -------------- |
|                |                | (5-1,2-1,0-2)  |                |                |

#### Dunaújvárosi Acélbikák - VEU Feldkirch
| 25. januar 2000 | Dunaújvárosi Acélbikák | 3:0 | VEU Feldkirch | Dunaújvárosi Jégcsarnok, Dunaújváros |

| Poročilo tekme | Poročilo tekme | Poročilo tekme | Poročilo tekme | Poročilo tekme |
| -------------- | -------------- | -------------- | -------------- | -------------- |
|                |                | (3-0,0-0,0-0)  |                |                |

| 28. januar 2000 | VEU Feldkirch | 4:0 | Dunaújvárosi Acélbikák | Vorarlberg-hall, Feldkirch |

| Poročilo tekme | Poročilo tekme | Poročilo tekme | Poročilo tekme | Poročilo tekme |
| -------------- | -------------- | -------------- | -------------- | -------------- |
|                |                | (1-0,1-0,2-0)  |                |                |

### Polfinale

#### HDD Olimpija Ljubljana - EC VSV
| 30. januar 2000 | HDD Olimpija Ljubljana | 1:4 | EC VSV | Hala Tivoli, Ljubljana |

| Poročilo tekme | Poročilo tekme | Poročilo tekme | Poročilo tekme | Poročilo tekme |
| -------------- | -------------- | -------------- | -------------- | -------------- |
|                |                | 1-0,0-1,0-2)   |                |                |

| 2. februar 2000 | EC VSV | 6:4 | HDD Olimpija Ljubljana | Stadthalle, Beljak |

| Poročilo tekme | Poročilo tekme | Poročilo tekme | Poročilo tekme | Poročilo tekme |
| -------------- | -------------- | -------------- | -------------- | -------------- |
|                |                | (3-1,3-1,0-2)  |                |                |

#### VEU Feldkirch - EC KAC
| 30. januar 2000 | VEU Feldkirch | 1:1 | EC KAC | Stadthalle Klagenfurt, Celovec |

| Poročilo tekme | Poročilo tekme | Poročilo tekme | Poročilo tekme | Poročilo tekme |
| -------------- | -------------- | -------------- | -------------- | -------------- |
|                |                | (1-1,0-0,0-0)  |                |                |

| 2. februar 2000 | EC KAC | 6:2 | VEU Feldkirch | Vorarlberg-hall, Feldkirch |

| Poročilo tekme | Poročilo tekme | Poročilo tekme | Poročilo tekme | Poročilo tekme |
| -------------- | -------------- | -------------- | -------------- | -------------- |
|                |                | (2-1,1-0,3-1)  |                |                |

### Finale
| 4. februar 2000 | EC KAC | 4:1 | EC VSV | Vorarlberg-hall, Feldkirch |

| Poročilo tekme | Poročilo tekme | Poročilo tekme | Poročilo tekme | Poročilo tekme |
| -------------- | -------------- | -------------- | -------------- | -------------- |
|                |                | (2-0,0-0,2-1)  |                |                |

| 6. februar 2000 | EC VSV | 1:1 | EC KAC | Stadthalle, Beljak |

| Poročilo tekme | Poročilo tekme | Poročilo tekme | Poročilo tekme | Poročilo tekme |
| -------------- | -------------- | -------------- | -------------- | -------------- |
|                |                | (1-0,0-0,0-1)  |                |                |

## Statistika
| 1  | Brad Purdie        | EC VSV        | 33 | 32 | 50 | 82 | 24 |
| 2  | Gino Cavallini     | EC VSV        | 32 | 25 | 38 | 63 | 6  |
| 3  | Kevin Miehm        | VEU Feldkirch | 25 | 20 | 39 | 59 | 42 |
| 4  | Stefan Nilsson     | EC KAC        | 31 | 8  | 51 | 59 | 30 |
| 5  | Kent Salfi         | EC VSV        | 33 | 23 | 24 | 57 | 28 |
| 6  | Anthony Iob        | Wiener EV     | 30 | 23 | 32 | 55 | 68 |
| 7  | David Emma         | EC KAC        | 32 | 26 | 28 | 54 | 28 |
| 8  | Gerald Ressmann    | EC KAC        | 28 | 21 | 33 | 54 | 40 |
| 9  | Christoph Brandner | EC KAC        | 34 | 29 | 19 | 48 | 30 |
| 10 | Rick Nasheim       | VEU Feldkirch | 32 | 24 | 24 | 48 | 8  |